# Phalaenopsis venosa
Phalaenopsis venosa är en orkidéart som beskrevs av Phyau Soon Shim och Jack Archie Fowlie. Phalaenopsis venosa ingår i släktet Phalaenopsis och familjen orkidéer. Inga underarter finns listade i Catalogue of Life.